# Хосина (род)
Род Хосина (яп. 保科氏 Хосина-си) — японский самурайский род, который заявлял о своём происхождении от императора Сэйва (857—877). Одна из ветвей клана Минамото.

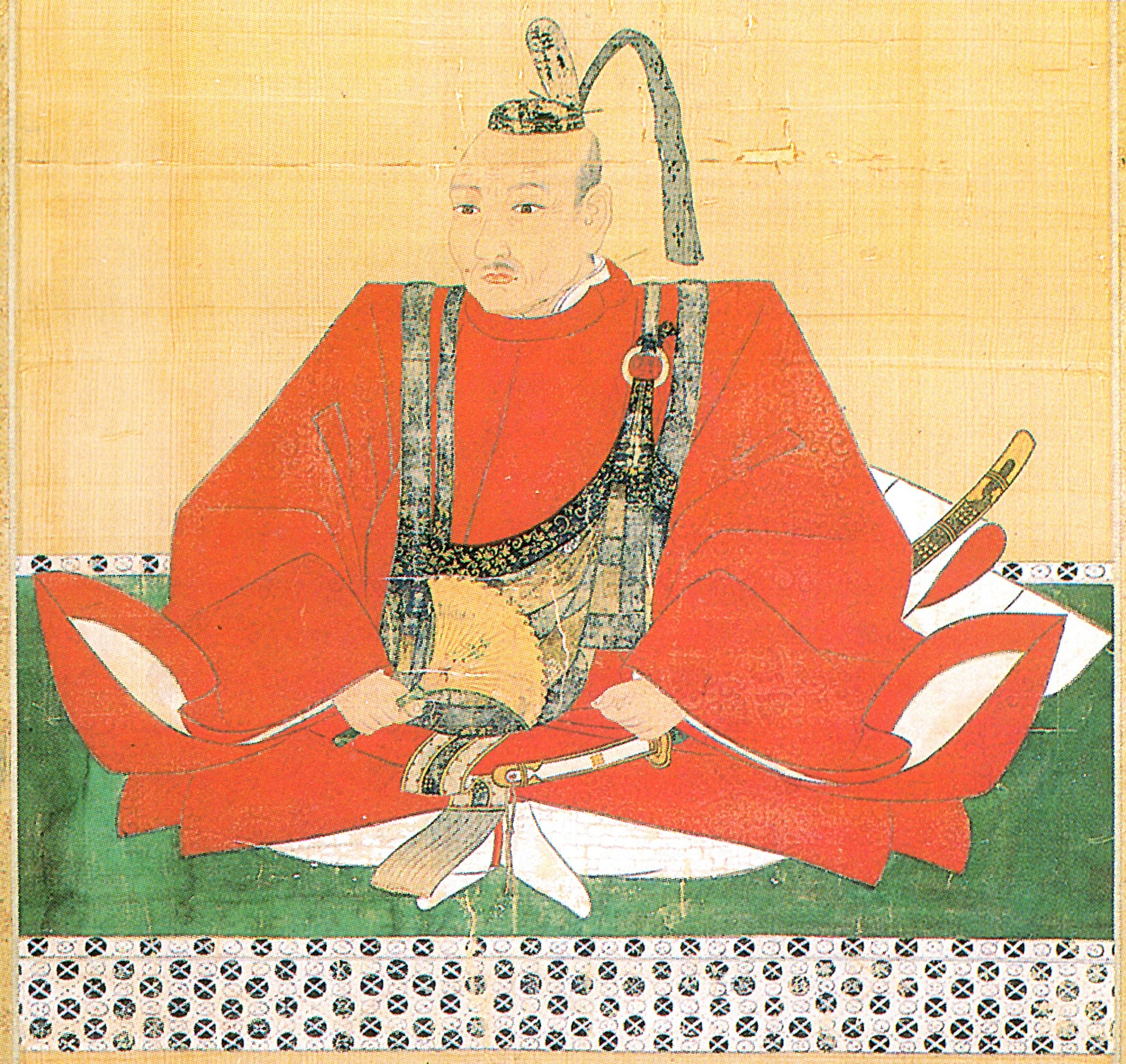
Хосина Масамицу (1561—1631), даймё Тако-хана (1590—1600) и Такато-хана (1600—1631)

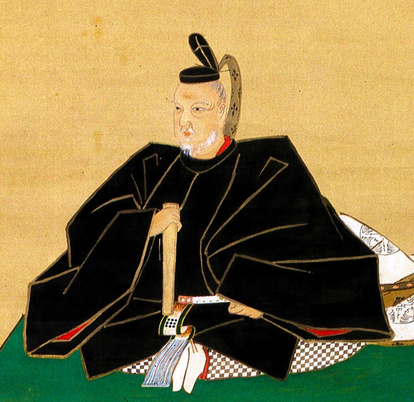
Хосина Масаюки (1611—1673), 1-й даймё Айдзу-хана (1643—1669), приёмный сын Хосины Масаюки, внебрачный сын Токугавы Хидэтады, 2-го сёгуна Японии

В XVI веке представители клана Хосина были вассалами клана Такэда. В период Эдо клан Хосина разделился на две княжеские линии: одна правила в Айдзу-хане (провинция Муцу), а вторая — Иино-хане (провинция Кадзуса).
Даймё (князья) из династии Мацудайра, правившие в Айдзу-хане, вели своё происхождение от Хосина Масаюки (1611—1673), внебрачного сына Токугавы Хидэтады, 2-го сёгуна Японии из династии Токугава. Хосина Масаюки был усыновлен Хосиной Масамицу (1561—1631), даймё Тако-хана (1590—1600) и Такато-хана (1600—1631).
Мацудайра Катамори (1836—1893) и Хосина Масаари (1833—1888), два выдающихся деятеля периода Бакумацу, были членами клана Хосина.

## Главы семьи
1. Хосина Таданага
2. Хосина Наганао
3. Хосина Нагатоки
4. Хосина Мицутоси
5. Хосина Масатомо
6. Хосина Масатоси
7. Хосина Масанори
8. Хосина Масатоси (1509—1593)
9. Хосина Масанано (1542—1601)
10. Хосина Масамицу (1561—1631)
11. Хосина Масаюки (1611—1673)
12. Хосина Масацунэ (1647—1681)
13. Хосина Масаката (1665—1715)
14. Хосина Масатака (1694—1738)
15. Хосина Масахиса (1704—1739)
16. Хосина Масанори (1752—1815)
17. Хосина Масаёси (1775—1844)
18. Хосина Масамото (1801—1848)
19. Хосина Масаари (1833—1888)
20. Хосина Масааки
21. Хосина Мицумаса
22. Хосина Масаоки
23. Хосина Масанобу